# Vaskivesi och Visuvesi
Vaskivesi och Visuvesi är en sjö i Finland. Den ligger i kommunen Virdois i landskapet Birkaland, i den sydvästra delen av landet, 230 km norr om huvudstaden Helsingfors. Vaskivesi - Visuvesi ligger 96,1 meter över havet. I omgivningarna runt Vaskivesi och Visuvesi växer i huvudsak blandskog. Den är 61,97 meter djup. Arean är 46,22 kvadratkilometer och strandlinjen är 319,33 kilometer lång. Sjön  ingår i Kumo älvs huvudavrinningsområde. 